# Aeropuerto Internacional de Simferópol
El Aeropuerto Internacional de Simferopol (en ucraniano: Міжнародний Аеропорт Сімферополь; en ruso: Международный Аэропорт Симферополь) (IATA: SIP, OACI: UKFF) es un aeropuerto de Simferópol, Ucrania, actualmente ocupado por Rusia. Fue construido en 1936.

## Historia

### Crisis de Crimea

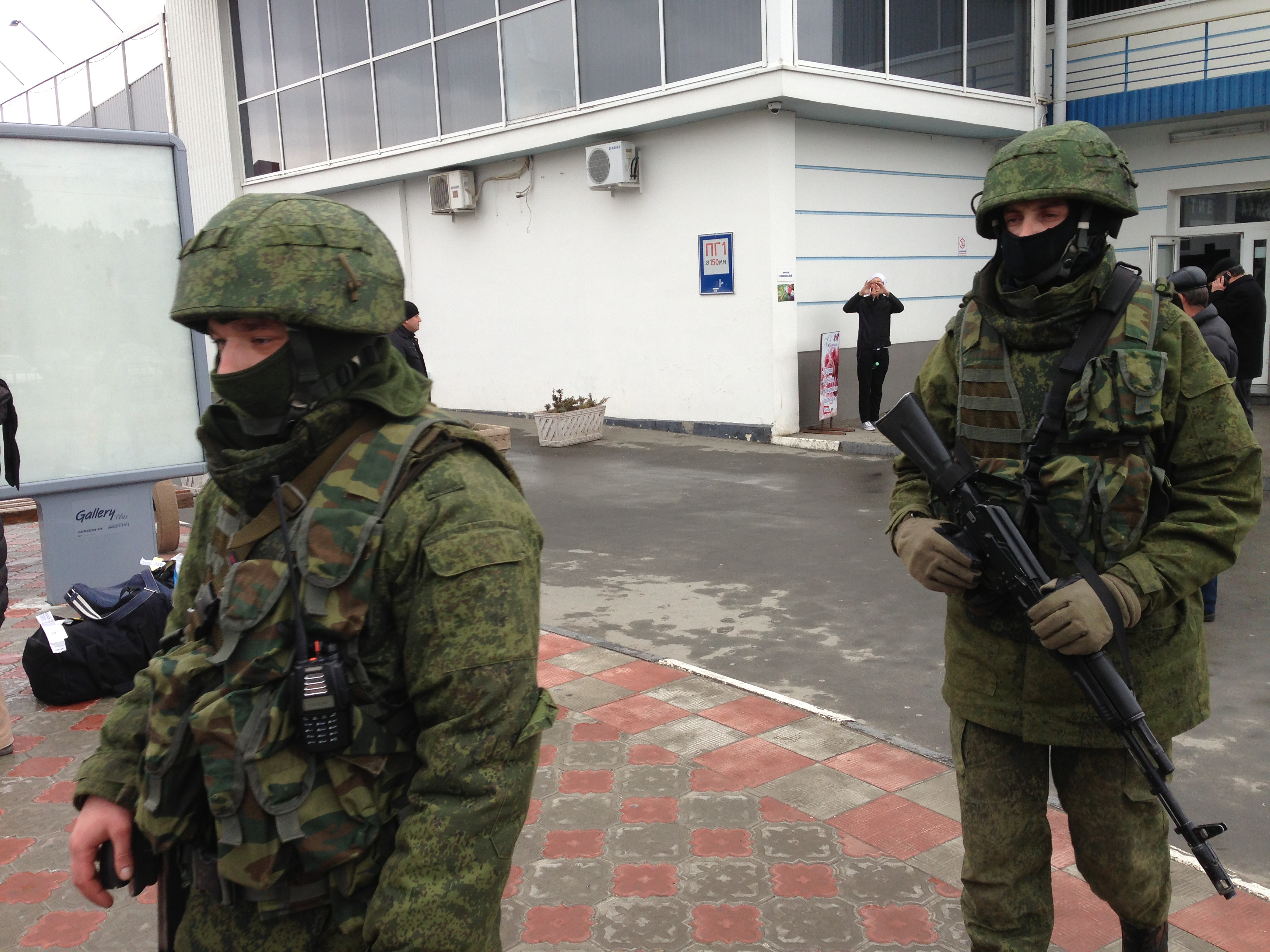
Militares no identificados patrullan el aeropuerto el 28 de febrero de 2014.

A raíz de la intervención rusa de 2014, el aeropuerto fue secuestrado el 28 de febrero por las fuerzas de autodefensa prorrusas. El espacio aéreo de Crimea fue cerrado y el tráfico aéreo interrumpido durante dos días.
El 11 de marzo, las fuerzas rusas se hicieron cargo de la torre de control y cerraron el espacio aéreo de Crimea unos días después. Un vuelo de Ukraine International Airlines tuvo que regresar a Kiev sin aterrizar.
Rusia no es miembro de la organización Eurocontrol. En la actualidad el aeropuerto se encuentra bajo el control de Rusia y opera vuelos rusos en su mayoría. Compañías aéreas ucranianas y europeas suspendieron todas las operaciones justo después de la anexión de Crimea el 18 de marzo.
El 14 de mayo de 2015, el Parlamento de Ucrania renombró al aeropuerto con el nombre de Amét Jan Sultán, piloto militar tártaro de Crimea y héroe de la Segunda Guerra Mundial.

## Aerolíneas y destinos

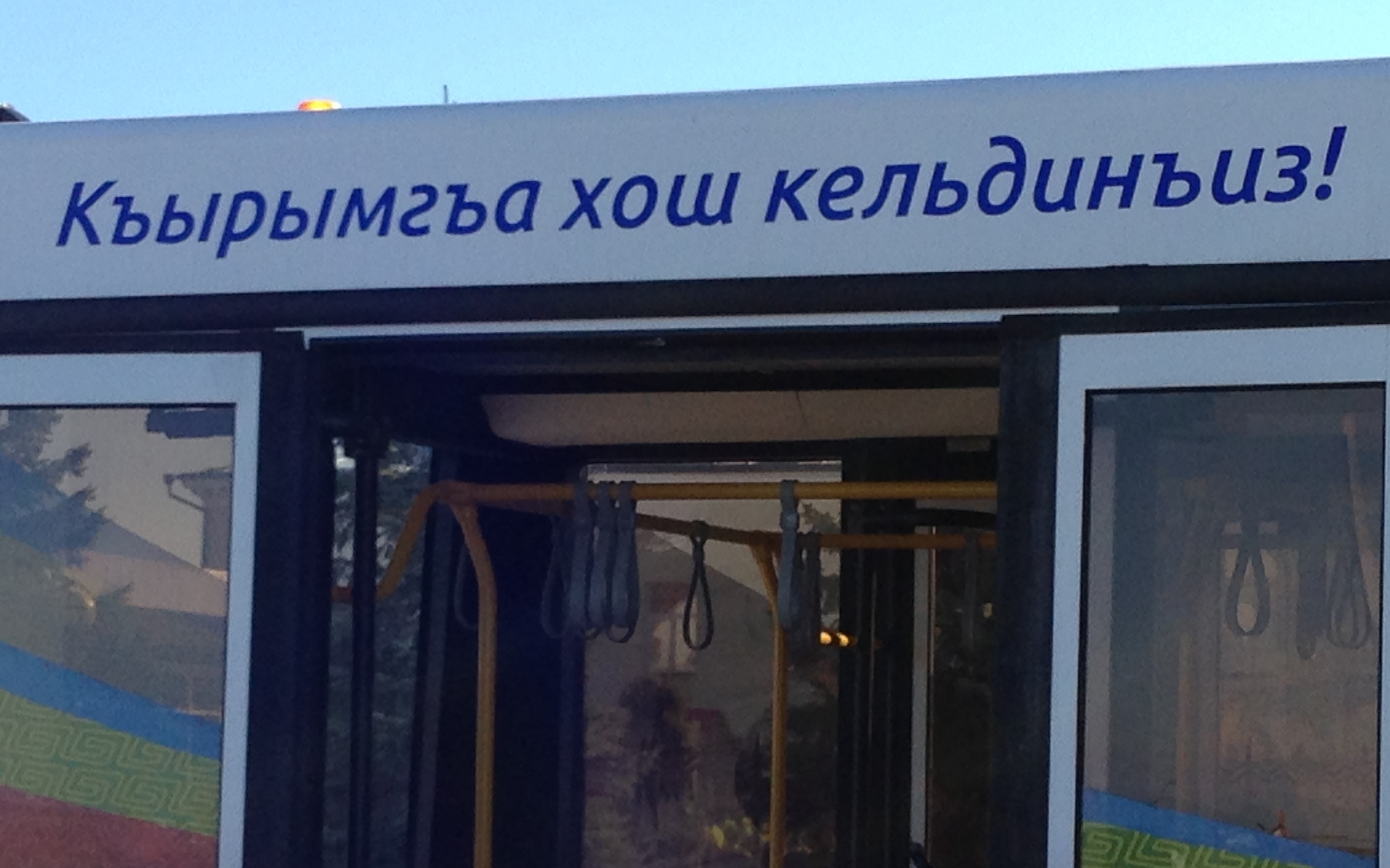
Letrero en tártaro de Crimea diciendo "¡Bienvenido a Crimea!" en un bus en el aeropuerto.

| Aerolíneas          | Destinos |
| ------------------- | -------- |
| Azerbaijan Airlines | Bakú     |
| Pegasus Airlines    | Estambul |
| Uzbekistan Airways  | Taskent  |

### Aerolíneas y destinos cesados
Por la anexión rusa de Crimea varias aerolíneas cancelaron sus operaciones hacia marzo de 2014.
| Aerolíneas                     | Destinos |
| ------------------------------ | --- |
| Aeroflot                       | Moscú-Sheremétievo |
| Aeroflot operado por Rossiya   | Estacional: San Petersburgo                                                                                               |
| airBaltic                      | Cancelado por la anexión: Riga                                                                                            |
| Ak Bars Aero                   | Estacional: Kazán |
| Atlasjet                       | Cancelado por la anexión: Estambul-Atatürk                                                                                |
| Belavia                        | Cancelado por la anexión: Minsk                                                                                           |
| Khors Air                      | Cancelado por la anexión: Kiev-Zhulyany                                                                                   |
| Red Wings Airlines             | Moscú-Demodédovo |
| S7 Airlines                    | Moscú-Demodédovo Estacional: Novosibirsk                                                                                  |
| SCAT                           | Estacional: Aktau |
| Transaero Airlines             | Estacional: Moscú-Demodédovo                                                                                              |
| Turkish Airlines               | Suspendido temporalmente por la anexión: Estambul-Atatürk                                                                 |
| Ukraine International Airlines | Cancelado por la anexión: Kiev-Boryspil, Moscú-Demodédovo, Tel Aviv-Ben Gurión, Fráncfort del Meno, Ekaterimburgo, Ereván |
| Ural Airlines                  | Estacional: Moscú-Demodédovo, Nizhni Nóvgorod, Ekaterimburgo                                                              |
| UTair Aviation                 | Estacional: Moscú-Vnúkovo                                                                                                 |
| UTair-Ukraine                  | Cancelado por la anexión: Kiev-Zhulyany                                                                                   |
| Uzbekistan Airways             | Taskent |
| VIM Airlines                   | Moscú-Demodédovo |
| Yanair                         | Cancelado por la anexión: Kiev-Zhulyany                                                                                   |

## Estadísticas
Ver fuente y consulta Wikidata.
| 2008 | 2009          | 2009 | 2010        | 2010 | 2011        | 2011 | 2012        | 2012  | 2013        | 2013  | 2014        | 2014  | 2015        | 2015  | 2016        | 2016  |
| ---- | ------------- | ---- | ----------- | ---- | ----------- | ---- | ----------- | ----- | ----------- | ----- | ----------- | ----- | ----------- | ----- | ----------- | ----- |
| 855  | Decrecimiento | 751  | Crecimiento | 845  | Crecimiento | 964  | Crecimiento | 1,114 | Crecimiento | 1,204 | Crecimiento | 2,800 | Crecimiento | 5,000 | Crecimiento | 5,201 |